# 子泣きじじいの飼い方
『子泣きじじいの飼い方』（こなきじじいのかいかた）は、石川優吾による日本の漫画。『月刊ヤングジャンプ』（集英社）において2008年から2010年まで連載された。
同作者の『カッパの飼い方』ではペットとして登場した妖怪はカッパのみであったが、本作品では様々な妖怪がその特徴を生かしたペットとして登場する。ただし、作中の時代背景やカッパがペットとして存在すること、また人間のキャラクターは全て顔が描かれていないことなど、『カッパの飼い方』との共通点は多い。

## ストーリー
昭和44年の大阪。息子の誕生日にカッパを買ってあげるために立ち寄ったペットショップで、「私」は子泣きじじいと出会う。

## キャラクター
私
主人公。豆じぃの飼い主。サラリーマンで大阪の一戸建てに妻と息子の3人で暮らしている。田舎育ちでカッパを飼う事に憧れていたが、ペットショップで子泣きじじいを見て飼うことに決める。
豆じぃ
主人公一家で飼われている子泣きじじい。好物は年寄りくさい食べ物で、特に甘納豆が大好物であることが名前の由来となっている。泣くと最大で推定100kgの重さとなる一方、枯れた草木を甦らせる能力を持つ。他のペットとは相性がよく、よほどのことがない限り遊んでいる間は泣くことはない。
エリザベス
小林夫妻が飼っているヤマンバ。好物は生ものや腐りかけの食べ物。周りの人に噛み付いたり夜中に包丁を研ぐなどの特徴を持つ。また、「ンババー」という呪文で草木を枯らし、生き物の顔の部位を変える能力を持つ。
小林夫妻
エリザベスの飼い主で主人公の近所に住んでいる。夫の実家のうどん屋を手伝っている。人にはエリザベスのことを「子泣きじじいのメス」と語っているが、本当はヤマンバであることを知っており、短命であるヤマンバを長生きさせるために奈良までイモリを捕獲したりしている。
アッちゃん
サエコさんが飼っている小豆洗い。一度川に行くと2時間以上何かを洗っている。豆じぃと会う前は生き物も洗っていたが、豆じぃを泣かせて川に沈められてからは生き物を洗わなくなった。
サエコさん
アッちゃんの飼い主で主人公の近所の高級マンションに住んでいる。福島県の山奥の村出身で、元は銀座のホステスをしていたが悪い男に引っかかったため大阪に来ることになり、現在は北新地近くのソープランドで働いている。

## 単行本
全2巻 集英社〈ヤングジャンプコミックス〉 
1. 『子泣きじじいの飼い方 1』 ISBN 978-4-08-877723-8
2. 『子泣きじじいの飼い方 2』 ISBN 978-4-08-879044-2